# تفنگ‌های سحرگاه
تفنگ‌های سحرگاه فیلمی به کارگردانی بهروز افخمی و نویسندگی ناصر تقوایی محصول سال ۱۳۶۷ است. این فیلم بخشی از مبارزات میرزا کوچک خان را به تصویر می کشد.

## خلاصه داستان
نهضت نظامی هیئت اتحاد اسلام معروف به نهضت جنگل در دل جنگل‌های فومنات شکل گرفته است. قنسول روسیه تزاری ایالت گیلان را تحت اشغال خود دارد با استخدام تقنگچی محلی و اوباش کوشش می‌کند تا جنگلی‌ها را سرکوب کند اما به خاطر مقاومت جنگلی‌ها والی گیلان در این کار موفق نمی‌شود. در برخوردی که بین قنسول و والی گیلان پیش می‌آید، نماینده حکومت مرکزی ایالت را ترک می‌کند و گیلان ناگزیر می‌شود مفاخرالملک، یکی از جیره خواران ملاکان را از سوی خویش به عنوان رئیس شهربانی منصوب کند. مفاخرالملک با تجهیز تعداد زیادی از تفنگچی‌های ملاکان و نیروهان منظم، به مقابله با جنگلی‌ها می‌رود و شهر کسما مرکز فعالیت آنها را اشغال می‌کند...

## بازیگران
- علیرضا مجلل
- مهدی هاشمی
- جهانگیر الماسی
- جمشید گرگین
- عباس امیری مقدم
- فتحعلی اویسی
- نعمت اله گرجی
- اکبر معززی
- حسین خانی بیک
- اکبر سنگی
- صدرالدین حجازی